# Rumorosa
Rumorosa är en ort i Mexiko.   Den ligger i kommunen Tecate och delstaten Baja California, i den nordvästra delen av landet, 2 200 km nordväst om huvudstaden Mexico City. Rumorosa ligger 1 280 meter över havet och antalet invånare är 1 615.
Terrängen runt Rumorosa är varierad. Runt Rumorosa är det ganska glesbefolkat, med 22 invånare per kvadratkilometer. Närmaste större samhälle är Cereso del Hongo, 18,9 km väster om Rumorosa. Omgivningarna runt Rumorosa är i huvudsak ett öppet busklandskap.